# Fondamente
 Fondamente  (en occitano Fondamenta) es una población y comuna francesa, situada en la región de Mediodía-Pirineos, departamento de Aveyron, en el distrito de Millau y cantón de Cornus.

## Demografía
| 442 | 361 | 302 | 295 | 316 | 303 |
| Para los censos de 1962 a 1999 la población legal corresponde a la población sin duplicidades (Fuente: INSEE [Consultar]) |     |     |     |     |     |